# Mikroregion (geografie)
Mikroregion je malá geografická oblast, která je součástí větší (nadřazené) geografické oblasti, např. regionu, mezoregionu, makroregionu, subprovincie, provincie atd. Obvykle je definován v souvislosti se specifickými geografickými nebo přírodními podmínkami. Příkladem mikroregionů mohou být části nebo celá menší pohoří, nížiny, údolí, okolí řek, mořské oblasti atp. Mikroregion se tedy odlišuje od širšího prostředí blíže upřesněnými geografickými nebo přírodními podmínkami.

## Další informace
Na rozdíl od větších celků, detailnější a hlubší výzkumy bývají obvykle zaměřeny na mikroregiony. Příkladem výzkumu v mikroregionu může být výzkum netopýru v regionu Jesenicko apod.

## Další významy
Mimo geologické vědy, může být mikroregion definován také pro jazykové či etnografické oblasti, např. mikroregion Tolštejn. Možné je také použití i v matematice, fyzice, mechanice, anatomii apod. pro bližší lokalizaci podoblastí těles či metody.
- Mikroregion – sdružení obcí.[1]
- Mikroregion – (portugalsky Microrregião) byla zákonem vymezená skupina obcí v Brazílii (administrativní svazky obcí). Mikroregiony, kterých bylo v Brazílii 557, byly Brazílii zrušeny v roce 2017 a nahrazeny novým administrativním dělením státu.
- Makroregion